# Festival Internacional de la Canción de Benidorm
El Festival Internacional de la Canción de Benidorm, conocido hasta 2003 como Festival Español de la Canción de Benidorm, fue un certamen musical organizado anualmente en la ciudad de Benidorm (Alicante, España) cada julio entre 1959 y 2006. Basado en el Festival de la Canción de San Remo (1951), el Festival nació para promover Benidorm y la música española.
En 2022 se retomó el concurso y pasó a llamarse Benidorm Fest con el objetivo de encontrar al mejor representante de España para Eurovision.

## Historia

### Antecedentes
La idea de celebrar un festival de la canción al estilo de lo que se estaba haciendo en Sanremo surgió en una reunión celebrada en 1958 en el quiosco El Tío Quico. Allí se encontraban el alcalde de la ciudad, Pedro Zaragoza Orts, el escritor y periodista Carlos Villacorta, director del gabinete de prensa de la Secretaría General del Movimiento, y el periodista Teodoro Delgado Pomata. En julio de 1959 se celebró la primera edición del evento, organizada por la Red de Emisoras del Movimiento desde el Manila Park de la ciudad.

### 1959-1971
La mecánica del festival durante las primeras ediciones (de 1959 a 1971) consistió en presentar los temas en doble versión, como era habitual en los festivales de la canción de la época. El triunfo de la canción «Un telegrama» y su apoteósico éxito en la España de la época garantizó la continuidad del festival en Benidorm, pese a que algunas ciudades del sur de España intentaron hacerse con la organización del festival. Durante esta etapa se sucedieron los mayores éxitos de la historia del festival, como «Comunicando», «Quisiera ser», «Tu loca juventud», «La vida sigue igual» y «Amor amargo». Además contó con la participación de emergentes figuras de la canción ligera española, como Dúo Dinámico, Raphael, Bruno Lomas, Joe y Luis, Michel, Los Gritos y Julio Iglesias. Y, aunque no fue su catapulta hacia el éxito, durante estos años se presentaron artistas como Karina, Víctor Manuel, Lolita Garrido y Manolo Otero. Además, también participó Rosa Morena, quien ya gozaba de éxito en el extranjero antes de su consagración en España.

### 1972-1985
La etapa que se desarrolló entre 1972 y 1985 marcó un cierto declive del festival. La prensa repetía año a año que la calidad de las canciones iba en descenso y de hecho durante estos años el festival solo lanzó el éxito «Soledad», de Emilio José y premió a solistas como Eduardo Rodrigo, Mochi, Juan Camacho o Dyango y a compositores como Juan Pardo, Dúo Dinámico o El Lute. Otros contendientes fueron Betty Missiego, Braulio, Tito Mora, José Vélez, la actriz Beatriz Carvajal, Nydia Caro, Andrés Caparrós, Bacchelli o Tino Casal. Los cambios en los panoramas musical y audiovisual que trajo la Transición política comportaron un creciente desinterés hacia el festival. La no celebración de las ediciones de 1979 y 1984 y ediciones experimentales en 1983 (no competitiva) y en 1985 (que buscó un público más joven, invitando a participar a grupos pop-rock como Alphaville, Seguridad social o Aerolíneas federales) no lograron levantar el interés en el público, lo que llevó a la cancelación del festival de 1986 a 1992.

### 1993-2006
Tras una pausa de siete años consecutivos, en 1993 se volvió a celebrar comenzando la tercera etapa del concurso. En ese primer año se diferenciaron dos categorías, la final de pop-rock y la de canción ligera, pero a partir de 1994 se volvió a la antigua fórmula de premiar una sola canción. El evento se convirtió en internacional a partir de 2004 y dejó de celebrarse tras su 39.ª edición por el escaso interés del público y de los medios de comunicación. Durante estas 14 ediciones, la repercusión mediática del festival fue nula, a pesar de premiar con la Sirenita de Oro a Alazán, Coral Segovia y La Década Prodigiosa y a los autores Pablo Motos y Rosana Arbelo. Otros artistas relevantes del panorama musical español que se presentaron en esta etapa fueron Esmeralda Grao, Paco Arrojo, Pasión Vega, Luis Livingstone, Mikel Herzog, A las 10 en casa, Barei (formando parte del dúo Dos Puntos), Jesús Cisneros e Inma Serrano.

### Benidorm Fest
Después de 15 años del final del Festival de Benidorm, el 22 de julio de 2021, RTVE retransmitió una conferencia desde la ciudad alicantina en la que, el presidente de la Generalidad Valenciana, Ximo Puig; el alcalde de Benidorm, Antonio Pérez, y el presidente de la radiodifusora, José Manuel Pérez Tornero, comunicaron el regreso de un festival llevado a cabo en la ciudad valenciana con el propósito de convertirse en la nueva preselección de España en el Festival de la Canción de Eurovisión a largo plazo. En dicha retransmisión, la televisión pública aseguró cambios y mecánicas renovadas, así como un “doble concurso” en el que se compaginarían tanto cantantes profesionales como cantantes amateurs, cuyo premio sería la posibilidad de representar a España en Eurovisión, empezando en la edición de 2022. Luego, el 29 de septiembre del mismo año, fueron publicadas las bases y la mecánica, y se anunció que el certamen se denominaría Benidorm Fest.

## Transmisiones televisivas
El festival se acostumbraba retransmitir por TVE, aunque durante los años 1960 y 1970 no se emitió íntegro porque era un espectáculo más pensado para el público congregado en Benidorm que como programa de televisión. Las ediciones de 1993 a 1996 fueron retransmitidas por Telecinco y a partir de 1997 la retransmisión volvió a realizarse por TVE y por el canal autonómico Canal 9. La edición de 2006 no tuvo cobertura televisiva nacional ya que TVE se desvinculó del proyecto y solo fue emitida por Canal 9.

## Ganadores del festival
En sus últimas ediciones, el ganador del primer premio recibía la Sirenita de Oro y 36 000 € para producir un disco. Los ganadores del segundo y tercer premio recibían la Sirenita de Plata y la Sirenita de Bronce, respectivamente.
| Año (edición) | Canción                          | Intérpretes                                                                   | Autores                                     | Presentadores                                                 |
| ------------- | -------------------------------- | ----------------------------------------------------------------------------- | ------------------------------------------- | ------------------------------------------------------------- |
| 1959 (1.ª)    | «Un telegrama»                   | Monna Bell Juanito Segarra                                                    | Gregorio y Alfredo García Segura            | Bobby Deglané                                                 |
| 1960 (2.ª)    | «Comunicando»                    | Arturo Millán                                                                 | Luis Palomar Manuel López-Quiroga           | Antolín García                                                |
| 1961 (3.ª)    | «Enamorada»                      | José Francis                                                                  | Rafael de León Augusto Algueró              |                                                               |
| 1962 (4.ª)    | «Llevan»                         | Raphael Margarita Cantero                                                     | Ángel Martínez Llorente Armando Reguero     |                                                               |
| 1963 (5.ª)    | «La hora»                        | Alberto Pestaña Rosalía                                                       | Mario Sellés Miguel Portolés                | Ángel de Andrés                                               |
| 1964 (6.ª)    | «Eternidad»                      | José Casas Irán Eory                                                          | Juan Hernando                               | Tony Leblanc                                                  |
| 1965 (7.ª)    | «Tu loca juventud»               | Federico Cabo Laura                                                           | Tomás de la Huerta José Luis Navarro        | Ángel de Andrés                                               |
| 1966 (8.ª)    | «Nocturno»                       | Alicia Granados Santy                                                         | Jorge Domingo                               | Jesús Álvarez García                                          |
| 1967 (9.ª)    | «Entre los dos»                  | Tony Dallara Bettina                                                          | Alfredo Doménech                            | Joaquín Soler Serrano                                         |
| 1968 (10.ª)   | «La vida sigue igual»            | Julio Iglesias Los Gritos                                                     | Julio Iglesias                              | Antolín García                                                |
| 1969 (11.ª)   | «Ese día llegará»                | Mirla Castellanos Koldo y Los Impactos                                        | Manuel Alejandro                            | Marisol González Antolín García                               |
| 1970 (12.ª)   | «Tus manos»                      | Donna Hightower Joe y Luis                                                    | José Luis García Gutiérrez                  | Conchita Bautista Luis del Olmo                               |
| 1971 (13.ª)   | «Mi rincón»                      | Roxana Ely Forcada                                                            | Mario Sellés Miguel Portolés                | Marisol González Antolín García                               |
| 1972 (14.ª)   | «A María yo encontré»            | Eduardo Rodrigo                                                               | Eduardo Rodrigo                             | Conchita Velasco                                              |
| 1973 (15.ª)   | «Soledad»                        | Emilio José                                                                   | José Emilio López Delgado                   | Conchita Velasco                                              |
| 1974 (16.ª)   | «Un camino hacia el amor»        | Juan Erasmo Mochi                                                             | Juan Erasmo Mochi                           | Fiorella Faltoyano                                            |
| 1975 (17.ª)   | «A ti, mujer»                    | Juan Camacho                                                                  | Juan Pardo Juan Camacho                     | José María Íñigo                                              |
| 1976 (18.ª)   | «Si yo fuera él»                 | Dyango                                                                        | Dyango                                      | Teresa Gimpera                                                |
| 1977 (19.ª)   | «Aléjate»                        | Alfonso Pahino                                                                | Manuel de la Calva Ramón Arcusa Jesús Gluck | Mónica Randall Lola Martínez Tony Guerrero                    |
| 1978 (20.ª)   | «Toro negro»                     | Yunque                                                                        | Manuel Azuaga Alfonso Bueno Avilés          | Nydia Caro Tony Guerrero Jesús Villarino                      |
| 1979          | [ n 1 ]                          | [ n 1 ]                                                                       | [ n 1 ]                                     | [ n 1 ]                                                       |
| 1980 (21.ª)   | «Quisiera»                       | Jerónimo                                                                      | Eleuterio Sánchez Jerónimo                  | Mayra Gómez Kemp Tony Guerrero                                |
| 1981 (22.ª)   | «Y te quiero»                    | José Umbral                                                                   | Luis Fierro                                 | Mari Cruz Soriano Diego Gómez                                 |
| 1982 (23.ª)   | «Yo pienso en ti»                | Fernando Ubiergo                                                              | Fernando Ubiergo                            | Marisa Medina Lola Martínez Mateo Fortuny Juan Antonio Jericó |
| 1983 (24.ª)   | [ n 2 ]                          | [ n 2 ]                                                                       | [ n 2 ]                                     | Carlos Tena                                                   |
| 1984          | [ n 1 ]                          | [ n 1 ]                                                                       | [ n 1 ]                                     | [ n 1 ]                                                       |
| 1985 (25.ª)   | «Portero de noche»               | Círculo Vicioso                                                               |                                             | Pastora Vega                                                  |
| 1986-1992     | [ n 1 ]                          | [ n 1 ]                                                                       | [ n 1 ]                                     | [ n 1 ]                                                       |
| 1993 (26.ª)   | «Tierra del amor» «Sabed amigos» | El Desierto que Viene Romero y sus amigos                                     | El Desierto que Viene Pablo Motos           | Beatriz Rico Kike Supermix Jesús Puente                       |
| 1994 (27.ª)   | «Fuego y miel»                   | Esmeralda Grao                                                                | Rosana Arbelo                               | Pedro Rollán Victoria Vera                                    |
| 1995 (28.ª)   | «Sólo amor»                      | Tábata Ley                                                                    | José Manuel Molés                           | Pedro Rollán Jacqueline de la Vega                            |
| 1996 (29.ª)   | «Y no puedo más»                 | Malizzia & Malizzia                                                           | Manuel Pruaño María José Montaño            | Pedro Rollán Elsa Anka Verónica Mengod Julio Sabala           |
| 1997 (30.ª)   | «Soledad (no es estar solo)»     | Diego Daniel                                                                  | Juan J. Reyes Santsella                     | Pedro Rollán Ana Obregón                                      |
| 1998 (31.ª)   | «Seguramente»                    | Enrique Casellas                                                              | Enrique Casellas                            | Pedro Rollán Ana Obregón                                      |
| 1999 (32.ª)   | «De manera espontánea»           | Quintaesencia                                                                 | Félix Pizarro Alberto Estébanez             | Nuria Roca Carlos Lozano                                      |
| 2000 (33.ª)   | «Alcanzarás la luna»             | Alazán                                                                        | José Antonio Granados                       | Norma Duval Carlos Lozano                                     |
| 2001 (34.ª)   | «Mi razón de vivir»              | Carlos Fénix                                                                  | Carlos Fénix Alejandro de Pinedo            | Verónica Mengod Carlos Lozano                                 |
| 2002 (35.ª)   | «Vida»                           | Marta Solís                                                                   | Marta Solís Lorenzo Suárez                  | Jennifer Rope Sergio Dalma                                    |
| 2003 (36.ª)   | «Enséñame»                       | Carlos Barroso                                                                | J. Sempere García                           | Jennifer Rope Jorge Cadaval                                   |
| 2004 (37.ª)   | «Sweet lady»                     | Guy Swimmer                                                                   | Guy Swimmer                                 | Marta Sánchez Jorge Cadaval                                   |
| 2005 (38.ª)   | «Maldito corazón»                | Coral Segovia                                                                 | David Santisteban Marco Dettoni             | Sylvia Pantoja Miguel Ángel Tobías                            |
| 2006 (39.ª)   | «A ti»                           | La Década Prodigiosa (José Zapata, Kike Navas, Maythe Leiva y Patricia Cobos) | Santi Villar y David Villar                 | Maribel Vilaplana Carles Chova Blanca Benlloch                |